# Robert Kovač
Robert Kovač, född 6 april 1974 i Västberlin, Västtyskland, är en kroatisk före detta fotbollsspelare (mittback), bror till Niko Kovač. Han är för närvarande assisterande tränare för tyska Bayern München.
Robert Kovac växte upp i stadsdelen Wedding i Berlin och spelade i Rapide Wedding och Hertha Zehlendorf. Proffskarriären började i 1. FC Nürnberg. Kovač var under flera år en av Bundesligas bästa mittbackar och spelade i storlagen Bayer Leverkusen och FC Bayern München. I Bayern München spelade han under en period tillsammans med brodern Niko Kovač som han även spelade i det kroatiska landslaget med. Han har även haft en sejour i Juventus FC. 11 december 2010 meddelade Kovac att han lägger av med fotbollen.

## Meriter
- VM i fotboll: 2002, 2006
- EM i fotboll: 2004, 2008